# Convento dell'Osservanza (Imola)
Il convento di Santa Maria delle Grazie, detto dell'Osservanza, è un complesso monumentale situato ad Imola, legato all'opera dei Frati Minori Osservanti, presenti in città sin dal XV secolo. Sorto in un'area dove già sorgeva una piccola chiesa e un lazzaretto, esso comprende: il santuario della Beata Vergine delle Grazie; la chiesa di S. Michele Arcangelo; il convento dell'Osservanza. Da settembre 2008 è sede della parrocchia di San Cassiano, dopo il trasferimento dei Frati alla casa madre di Bologna.

## Storia
Nel XV secolo esistette un'area a sud di Imola detta «Ospedaletto» dove venivano portate le persone che si ammalavano di peste, colera e di altri morbi contagiosi. Per il loro conforto spirituale, fu eretto tra il 1400 e il 1434 il Santuario della Beata Vergine delle Grazie. A lato del santuario, fu edificata la chiesa di San Michele Arcangelo. In seguito furono aggiunti i due chiostri (quello maggiore fu costruito tra il 1467 e il 1487), poi il convento dei Frati minori osservanti.
Nel 1810 i frati vennero allontanati dal convento in seguito alla soppressione napoleonica degli ordini religiosi. Il monastero fu trasformato in caserma e i chiostri furono utilizzati come stalle per i cavalli.

Con l'avvento del Regno d'Italia non cambiò la destinazione d'uso del complesso.
Nel 1887 fu in parte acquistato da privati, consentendo il ritorno dei frati.
Negli anni sessanta del XX secolo fu avviato il restauro degli affreschi del chiostro, con finanziamenti privati. Il 27 giugno 1967, V centenario dell'arrivo dei Frati a Imola, il rinnovato chiostro fu inaugurato.
Nel 2006, dopo una presenza ultracentenaria, i frati hanno lasciato Imola e si sono trasferiti nella casa madre di Bologna. Successivamente sono iniziati i lavori di restauro del complesso conventuale, per la gestione dei quali la comunità imolese ha creato una onlus affiancata da un comitato che gestisce la raccolta fondi. Nel 2016 la chiesa è diventata parrocchiale, diventando sede della parrocchia di San Cassiano (del cui territorio fa parte anche il Duomo).

## Santuario della Beata Vergine delle Grazie
Il santuario sorge nel luogo in cui, fin dall'inizio del XV secolo, esisteva una piccolissima chiesa vicina ad alcune casette che ospitavano gli appestati. La vicina Faenza era stata salvata da una pestilenza grazie alle invocazioni alla Beata Vergine delle Grazie, patrona della città. In quel periodo anche Imola era sotto la Signoria Manfreda. Nel 1401, 1416 e 1422 a Imola la peste fu debellata dopo rogazioni alla Santa immagine, verso la quale anche gli imolesi divennero molto devoti. Con il passare degli anni, la venerazione nei suoi confronti crebbe a tal punto che il papa invitò i Frati Minori Osservanti, già presenti a Faenza, a prendersi cura di questa chiesina.
Per ringraziarla ed onorarla ancora di più, fin dall'inizio del Settecento cominciarono a celebrarsi le processioni la seconda domenica di maggio per le vie del quartiere e quella alla cattedrale di San Cassiano il 4 agosto.
La cappella misura 15 x 5,4 m e l'altezza varia dai sette agli otto metri. Ha due cupole. Quella sul presbiterio, decorata da Jacopo Zampa nel 1768, rappresenta la Vergine delle Grazie, circondata da molti santi, tra i quali S. Francesco, S. Cassiano e S. Pier Crisologo. I santi pregano Maria e la Vergine strappa dalle mani del figlio un fascio di frecce, che stavano per essere scagliate sulla città di Imola, raffigurata in basso. Nel 1782 la cappella fu ingrandita, unendo al corpo già esistente il portico antistante, che risaliva alla prima metà del XVI secolo. La cupola sovrastante è più bassa di quella del presbiterio ed è decorata con un dipinto trompe-l'œil, eseguito da Annibale Marini nel 1871, al termine di lavori iniziati nel 1858 che avevano arricchito la cappella con l'altare ed il ciborio in alabastro d'Egitto, pavimento in marmo, capitelli dorati e stucchi alle pareti.
Nella nicchia sull'altare maggiore c'è il quadro a tempera della Beata Vergine delle Grazie. D'autore ignoto quattrocentesco, sebbene attribuito a Gentile da Fabriano, raffigura la Madonna col Bambino, gli angeli e un devoto inginocchiato (Ludovico Alidosi o Guidaccio Manfredi?). L'immagine fu incoronata nel 1615 con un diadema d'oro e di nuovo nel 1815 con un secondo diadema donato da Pio VII.
La lunetta nella parete sinistra è impreziosita da un dipinto del XVI secolo, raffigurante una processione della venerata immagine, l'autore del quale è incerto: Innocenzo da Imola o Lavinia Fontana. Nel santuario vi erano altri quattro piccoli quadri, ora in sagrestia, che rappresentano l'incoronazione, una processione votiva, il voto del 1630 e una scena della peste dello stesso anno. Questi quadri furono dipinti nel 1744 da Giuseppe Righini.
L'attuale facciata fu eretta nel 1939, durante i lavori per la costruzione di una nuova entrata dell'ospedale psichiatrico di Imola. Nello stesso periodo furono erette due statue all'inizio del viale alberato che conduce al convento: raffiguravano Santa Chiara e San Francesco. Nel 1948 vennero restaurate e Santa Caterina da Siena sostituì Santa Chiara.

Nel settembre 1952 un incendio sviluppatosi in sagrestia danneggiò gravemente anche l'interno del santuario, il cui restauro fu affidato al pittore imolese Tonino Dal Re.

## Chiesa di San Michele Arcangelo
Progettata dagli architetti Matteo Scalabrini e Luca Ghelli, la chiesa fu costruita tra il 1469 e il 1472.

### Facciata
Tutto il complesso ha subito varie trasformazioni e ristrutturazioni, che ora ci presentano una facciata “guastata” da un portico innalzato nell'anno 1500 circa, ma comunque pregevole per i fregi in terracotta delle arcate, che raffigurano tanti serafini in mezzo all'intreccio del mistico cordone francescano.
Sotto il portico, sulla facciata, vi sono tre sarcofaghi (prima del restauro del 1770 si trovavano all'interno della chiesa). Il più pregevole è il primo a sinistra, dedicato a Bianca Landriani, (1496), sorella di Caterina Sforza. Sopra la porta d'accesso al chiostro vi è un antichissimo monogramma (che significa Nel nome di Dio), trattenuto da un angelo.

### Interno
L'interno si presenta con una navata centrale di tre ampie arcate, con l'abside che ospita il coro ligneo, ed una sola navata minore laterale, a sinistra. Quest'ultima fu realizzata solo nel 1942, al posto di quattro ampie cappelle laterali, che contenevano altari e pale di pregevole fattura.
Un affresco oggi staccato, raffigurante la Madonna Pacificatrice, opera forse di Guidaccio da Imola (1472), mostra Maria al centro, tra san Francesco e san Bernardino da Siena, con le braccia aperte e sotto il cui manto si riparano alcuni soldati in ginocchio. Ancora non è sicuro se questo quadro rappresenti la pace tra Taddeo e Guidaccio Manfredi o un atto di devozione del capitano Montecchio da Porzeno. Ai lati dell'affresco ci sono due statue, raffiguranti san Francesco e sant'Antonio, risalenti al XIV secolo, di scuola robbiana.
In fondo all'abside si staglia un crocefisso ligneo del XV secolo, di stile bizantino; i confessionali risalgono al 1720 e il loro autore è fra' Marino da Bologna, mentre i quadri della Via Crucis (1725) sono di Gian Battista Rosa da Venezia.
Sopra la porta che dà l'accesso alla sagrestia si può ammirare una pala rappresentante san Michele Arcangelo con la Beata Vergine, santa Caterina da Siena e Pietro d'Alcántara, di Giacomo Zampa (1782).
All'inizio della navata laterale vi è un quadro raffigurante il Battesimo di Gesù (1729) di Tita Veneziano, allievo del bolognese Francesco Monti. Le finestre sono costituite da vetri colorati (10 x 10 cm) in finto alabastro, trattenuti da listelli in piombo ed inseriti in cornici metalliche. Le due finestre del coro presentano inoltre un grazioso bordo di vetrini istoriati policromi, mentre il rosone della facciata reca il simbolo francescano delle due braccia di Cristo e di S. Francesco incrociate fra loro.
Dal 1990 la chiesa ha nuovamente un organo per le funzioni liturgiche che sostituisce l'organo originale, distrutto nel 1940. Si tratta di uno strumento costruito nel 1843 dal pregevole organista bolognese Alessio Verati e restaurato alla fine degli anni 1980. È dotato di 375 canne di stagno, piombo e legno.

## Convento

### Chiostri
Il primo chiostro era aperto al pubblico. Al secondo potevano accedere soltanto i monaci. Il primo chiostro misura 28,25 x 21,75 m (8 x 6 archi). Ha 28 colonne in arenaria e affreschi risalenti al 1590, che raffigurano episodi della vita di S. Francesco. In origine gli affreschi erano 35, ma 15 sono andati perduti. Il pozzo al centro aveva una cisterna che ora non c'è più.
Nel XIX secolo il convento e i chiostri furono sequestrati due volte: durante l'invasione napoleonica e dopo l'annessione delle Legazioni pontificie al Regno d'Italia. In particolare questo chiostro venne convertito in stalla e subì gravi danni, specialmente alle colonne e ai capitelli, in quanto le arcate furono chiuse con mura di mattoni.
Solo nel 1887 i religiosi poterono rientrare nel convento e riadattarlo alle loro esigenze, salvandolo dal degrado. Naturalmente le colonne erano irrimediabilmente rovinate e furono sostituite, ma sei di quelle originali furono salvate; ora sono conservate nella navata laterale della chiesa.

### Refettorio
Il refettorio antico era situato dietro la sagrestia della chiesa di S. Michele. Fu abbandonato nel 1777 per far posto ad una sala, in seguito intitolata alla venerabile Teresa Gardi, Terziaria Francescana (1769-1837), i cui resti riposano nell'ultimo pilastro, a sinistra, della chiesa. Il nuovo refettorio, che si trova in un'altra ala del secondo chiostro, ospita un pregevole dipinto di Tommaso Della Volpe, La Cena, realizzato nel 1940.

### Compianto sul Cristo morto
Il Compianto sul Cristo morto è un soggetto dell'arte sacra che conobbe una rapida diffusione in Italia tra XV e XVI secolo. Nel giardino della chiesa, all'interno di una piccola cappella, è esposta una composizione di otto statute raffiguranti il soggetto, di scuola bolognese o faentina della fine del XV secolo. 

Furono realizzate originariamente per la chiesa di San Bernardo (una chiesa situata dentro le mura della città, soppressa dai napoleonici). Vennero trasferite nella chiesa del convento dopo il 1808. In quell'anno, infatti, fu realizzata, dietro il tempietto di Giulio II, la cappella.  
Il gruppo, comunemente detto I Piagnoni, si compone di sette statue a grandezza naturale che rappresentano (da sinistra): Giuseppe d'Arimatea, Maria Salomè (madre di Giacomo il Maggiore e Giovanni apostolo), Maria Santissima, Giovanni Evangelista, Maria di Cleofa, Maria di Magdala e Nicodemo, nell'atto di piangere Cristo morto. Dietro le statue sono dipinti grossi sassi e il monte Calvario con le tre croci. La statua del Cristo morto si ruppe durante il trasferimento al giardino del convento e fu sostituita da una copia. Quella attuale fu realizzata nel 1935 dallo scultore imolese Gioachino Meluzzi.
La cappella, oggi collocata all'angolo del giardino, è una copia del tempietto innalzato nel 1507 in onore di papa Giulio II, venuto a Imola nell'ottobre 1506 e ospitato nel convento dell'Osservanza. Nel 1930 fu restaurata e collocata in linea con il presbiterio.
Durante il restauro, la facciata originale del tempietto fu murata nella parete interna della navata laterale della chiesa, subito a sinistra dell'entrata.